# レレパウア駅
レレパウア駅 (ハワイ語: Lelepaua)は、アメリカ合衆国ハワイ州ホノルル市の鉄道、スカイライン（ホノルル・レール・トランジット）にて建設中の駅である。英語の名称としてダニエル・K・イノウエ・インターナショナル・エアポート駅 (英語: Daniel K. Inouye International Airport)が付けられている。仮称はホノルル・インターナショナル・エアポート駅（ホノルルインターナショナルエアポートえき、英: Honolulu International Airport Station）であった。
当駅は路線に沿ってダニエル・K・イノウエ国際空港へと向かうアラ・アウアナ・ストリート (Ala Auana Street) 沿いに設置される予定である。

## 駅情報
当駅は国際線と国際線の駐車場の間に建設される予定であり、ADA歩行者専用アクセス、駐輪場、プラットホームへと繋がるエレベーターと階段、空港ターミナルへと繋がる歩行者用の橋と通路、トイレ、バス連絡場が当駅の特徴となる。

### 移動時間
- クアラカイ駅（英語版）（イースト・カポレイ）：26分
- ハラワ駅（アロハ・スタジアム）：5分
- クロロイア駅（英語版）（ダウンタウン）：12分[3]

## 駅構造

### のりば
| 相対式ホーム（未使用） |                                              |
| 西行き                 | → ← スカイライン クアラカイ方面（マカラパ）  |
| 東行き                 | スカイライン カアカウククイ方面 （アフア） → |
| 相対式ホーム（未使用） |                                              |